# Господаренко Григорій Миколайович
Григорій Миколайович Господаренко (нар. 1 вересня 1958 року с. Папужинці, Тальнівський район, Черкаська область) — український вчений-агрохімік, ґрунтознавець; доктор сільськогосподарських наук (2001), професор (2002). Вивчає проблеми родючості ґрунту та мінерального живлення рослин.

## З життєпису
У 1982 році закінчив Уманський сільськогосподарський інститут, де й працює. 2000—2002 роки — проректор з наукової роботи, з 2002 року — проректор з навчальної роботи та професор катедри агрохімії та ґрунтознавства. Віце-президент Товариства ґрунтознавців і агрохіміків України (1998—2002).
Наукові праці.